# 根齒魚屬
根齒魚屬（學名：Rhizodus）為根齒魚目下的一種肉鰭魚，為四足類的近親，化石發現於愛爾蘭及蘇格蘭。根齒魚的估計體長為 6至7（20至23英尺），為目前已知體型最大的非四足动物肉鰭魚类。

## 描述

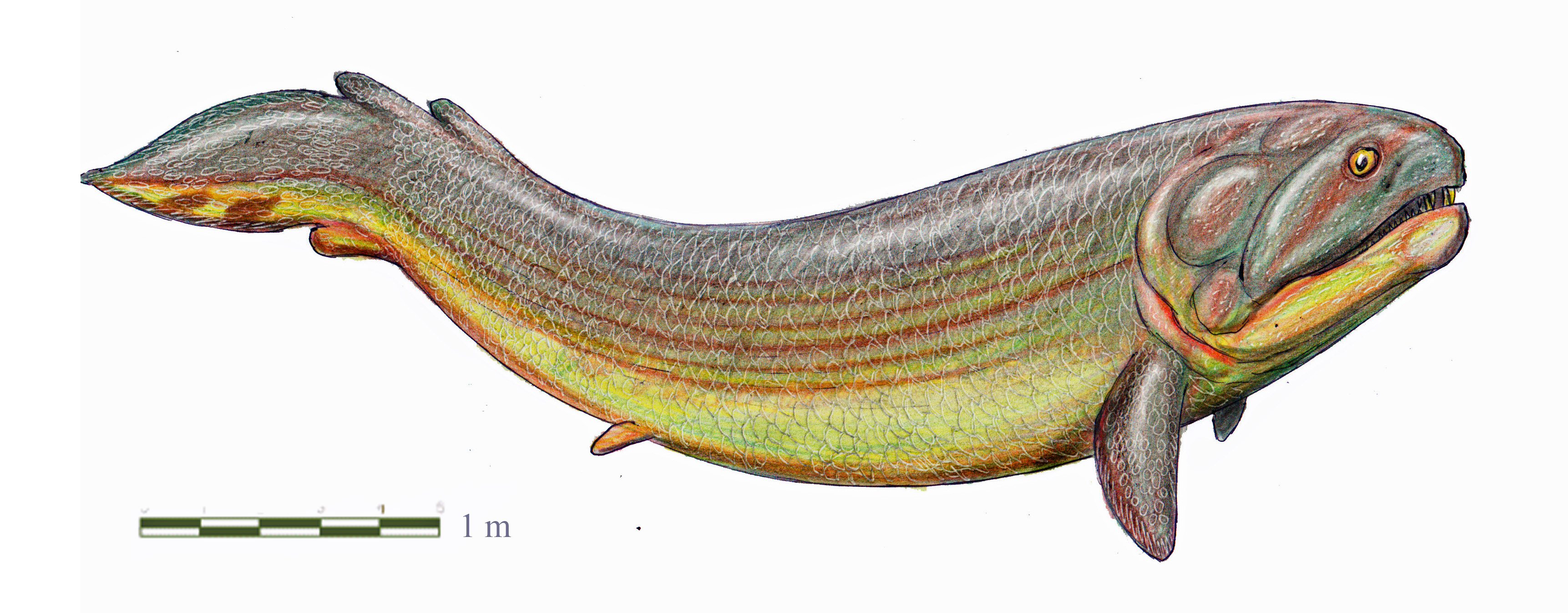
復原圖

根齒魚體長可達 6至7（20至23英尺），牠們最獨特的特徵在於其上下頷最前端長達 22（8.7英寸） 的兩對牙齒。牠們為石炭紀時期淡水湖沼、河流與沼澤地區的頂級掠食者，以中小型的兩生類與魚類為食。根齒魚會透過成排的利牙將獵物撕扯至適合吞下的大小而非像其他具有細齒的肉鰭魚那樣將獵物整隻直接吞入。
根齒魚的皮膚印痕化石顯示牠們具有巨大的板鱗，類似於現存的巨骨舌魚。

## 食性
根齒魚主要以中小型的兩生類與魚類為食，牠們可能和現存的鱷魚一樣會去伏擊靠近岸邊的生物。